# Tyler Dorsey
Tyler Quincy Dorsey (n. 14 februarie 1996, Pasadena, California, SUA) este un jucător de baschet greco-american care joacă pentru Maccabi Tel Aviv. Născut în SUA din tată afro-american și mamă din Grecia, reprezintă Grecia la nivel internațional.